# Corera
Corera est une commune de la communauté autonome de La Rioja, en Espagne.

## Démographie
| 1900 | 1910 | 1920 | 1930 | 1940 | 1950 | 1960 | 1970 | 1981 |
| ---- | ---- | ---- | ---- | ---- | ---- | ---- | ---- | ---- |
| 687  | 722  | 757  | 619  | 589  | 603  | 488  | 377  | 301  |

| 1991 | 2001 | 2010 | - | - | - | - | - | - |
| ---- | ---- | ---- | - | - | - | - | - | - |
| 237  | 254  | 275  | - | - | - | - | - | - |

## Administration

### Conseil municipal
La ville de Corera comptait 257 habitants aux élections municipales du 26 mai 2019. Son conseil municipal (en espagnol : Pleno del Ayuntamiento) se compose donc de 7 élus.
| Parti | Parti                                    | Voix | %       | Élus  |
| ----- | ---------------------------------------- | ---- | ------- | ----- |
|       | Somos Corera                             | 77   | 45,29 % | 4 / 7 |
|       | Parti socialiste ouvrier espagnol (PSOE) | 57   | 33,53 % | 2 / 7 |
|       | Parti populaire (PP)                     | 36   | 21,18 % | 1 / 7 |

### Liste des maires
| Mandat    | Maire | Maire                      | Parti |
| --------- | ----- | -------------------------- | ----- |
| 1979-1983 |       | ?                          | UCD   |
| 1983-1987 |       | ?                          | AP    |
| 1987-1991 |       | José Ignacio Tejada Romero | PR    |
| 1991-1995 |       | Mª Julia Cadarso Gil       | PSOE  |
| 1995-1999 |       | Mª Julia Cadarso Gil       | PSOE  |
| 1999-2003 |       | Miguel Ángel Royo Cordón   | PP    |
| 2003-2007 |       | Miguel Ángel Royo Cordón   | PP    |
| 2007-2011 |       | Javier Marzo López         | PSOE  |
| 2011-2015 |       | Javier Marzo López         | PSOE  |
| 2015-2019 |       | Roberto Yécora             | PSOE  |
| 2019-2023 |       | Javier Marzo López         | PSOE  |

## Jumelages
- Ciboure (France).